# Perforation du tympan
 Mise en garde médicale
Une perforation du tympan, ou perforation tympanique, est une rupture du tympan pouvant résulter :
- d'un changement de pression[1] :
  - insertion d'un objet dans le conduit auditif externe (ex. : coton-tige, allumette),
  - traumatisme sonore (ex. : feu d'artifice, explosion d'une bouteille de gaz),
  - barotraumatisme (ex. : plongée sous-marine, parachutisme, éternuement retenu) ;
- d'une inflammation : otite moyenne aiguë [1];
- d'un traumatisme crânien ;
- d'une intervention chirurgicale, la paracentèse[2].

En général, le tympan cicatrise seul. Toutefois, une tympanoplastie peut être réalisée en cas de difficultés de cicatrisation.

## Symptômes courants
Parmi les symptômes, sont notamment retrouvés : pertes auditives (surdité de transmission), otalgies, otorragies, otorrhées, acouphènes, nausées, fatigue et vertiges.

## Risques
En cas de perforation du tympan, des agents pathogènes peuvent pénétrer dans l'oreille moyenne (corps étrangers, micro-organismes, eau, etc.) et ainsi entraîner une infection.